# Tanjung Putus (Tabir Barat)
Tanjung Putus is een bestuurslaag in het regentschap Merangin van de provincie Jambi, Indonesië. Tanjung Putus telt 816 inwoners (volkstelling 2010).